# Agelaeopsylla dividua
Agelaeopsylla dividua är en insektsart som beskrevs av Taylor 1990. Agelaeopsylla dividua ingår i släktet Agelaeopsylla och familjen rundbladloppor. Inga underarter finns listade i Catalogue of Life.